# 2005年能源政策法令

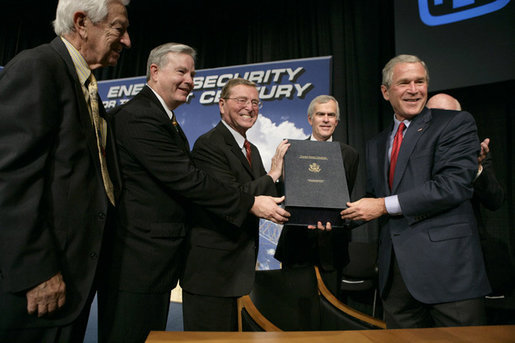
時任美國總統的小布希正在簽署2005年能源政策法令，該法令透過優惠獎勵與補助津貼來促進美國核能電廠的興建，包括高達20億美元的預算超支來投入六座新的核能電廠。

《2005年能源政策法令》（英語：Energy Policy Act of 2005）為美國國會於2005年7月29日通過，並由美國總統喬治·華克·布希於同年8月8日在新墨西哥州阿布奎基的桑迪亞國家實驗室簽署之美國國會法令。提倡者稱該法令旨在因應美國國內能源需求增加的問題，透過租稅減免及債務擔保而促使美國能源政策走向多元化。
《1935年公用事業控股公司法令》自此被該法令所取代，並於2006年2月起生效。